# Wacław Wroński
Wacław Czesław Wroński (ur. 18 sierpnia 1930 w Piotrkowie Trybunalskim, zm. w sierpniu 2012) – polski działacz samorządowy i partyjny, ekonomista, w latach 1973–1976 naczelnik i prezydent Piotrkowa Trybunalskiego, w latach 1973–1981 I sekretarz tamtejszego Komitetu Miejskiego PZPR.

## Życiorys
Syn Czesława i Bronisławy. Ukończył studia w Szkole Głównej Planowania i Statystyki, kształcił się także na dwumiesięcznym kursie partyjnym w Moskwie. Pracował jako dyrektor fabryki „Metalplast” i piotrkowskiego oddziału Narodowego Banku Polskiego. W 1952 wstąpił do Polskiej Zjednoczonej Partii Robotniczej. Od 1973 zajmował stanowisko naczelnika Piotrkowa Trybunalskiego, w 1975 przekształcone w funkcję prezydenta miasta po tym, jak stało się ono stolicą województwa. Następnie przeszedł na stanowisko I sekretarza Komitetu Miejskiego PZPR w Piotrkowie Trybunalskim (od listopada 1976 do lipca 1981). Później został zastępcą kierownika wydziału w tamtejszym Komitecie Wojewódzkim PZPR.